# Rimini Calcio 1980-1981
Questa pagina raccoglie le informazioni riguardanti il Rimini Calcio nelle competizioni ufficiali della stagione 1980-1981.

## Rosa
| N. |                   | Ruolo | Calciatore          |
| -- | ----------------- | ----- | ------------------- |
|    | Italia (bandiera) | C     | Antonio Baldoni     |
|    | Italia (bandiera) | P     | Claudio Bertoni     |
|    | Italia (bandiera) | D     | Damiano Bettinelli  |
|    | Italia (bandiera) | C     | Ciro Bilardi        |
|    | Italia (bandiera) | C     | Guido Biondi        |
|    | Italia (bandiera) | D     | Mario Buccilli      |
|    | Italia (bandiera) | A     | Luciano Chiarugi    |
|    | Italia (bandiera) | C     | Giuseppe Donatelli  |
|    | Italia (bandiera) | D     | Luciano Favero      |
|    | Italia (bandiera) | A     | Paolo Franceschelli |
|    | Italia (bandiera) | C     | Marco Mariani       |
|    | Italia (bandiera) | C     | Graziano Mazzoni    |

| N. |                   | Ruolo | Calciatore          |
| -- | ----------------- | ----- | ------------------- |
|    | Italia (bandiera) | D     | Corrado Merli       |
|    | Italia (bandiera) | D     | Roberto Parlanti    |
|    | Italia (bandiera) | P     | Zelico Petrovic     |
|    | Italia (bandiera) | D     | Giancarlo Raffaeli  |
|    | Italia (bandiera) | D     | Gianpaolo Rossi     |
|    | Italia (bandiera) | A     | Nello Saltutti      |
|    | Italia (bandiera) | C     | Carlo Sartori       |
|    | Italia (bandiera) | C     | Cesare Suncini      |
|    | Italia (bandiera) | D     | Alessandro Stoppani |
|    | Italia (bandiera) | D     | Aurelio Tosi        |
|    | Italia (bandiera) | A     | Pasquale Traini     |

## Risultati

### Serie B

#### Girone di andata
| 14 settembre 1980 1ª giornata | Rimini | 0 – 0 | Catania |  |

| 21 settembre 1980 2ª giornata | SPAL | 3 – 0 | Rimini |  |

| 28 settembre 1980 3ª giornata | Rimini | 3 – 1 | Bari |  |

| 5 ottobre 1980 4ª giornata | Monza | 1 – 1 | Rimini |  |

| 12 ottobre 1980 5ª giornata | Rimini | 1 – 1 | Taranto |  |

| 19 ottobre 1980 6ª giornata | Pisa | 1 – 0 | Rimini |  |

| 26 ottobre 1980 7ª giornata | Rimini | 1 – 1 | Pescara |  |

| 2 novembre 1980 8ª giornata | Lazio | 1 – 0 | Rimini |  |

| 9 novembre 1980 9ª giornata | Rimini | 4 – 0 | Lecce |  |

| 16 novembre 1980 10ª giornata | Foggia | 1 – 0 | Rimini |  |

| 23 novembre 1980 11ª giornata | Rimini | 1 – 1 | Atalanta |  |

| 30 novembre 1980 12ª giornata | Rimini | 1 – 0 | Verona |  |

| 7 dicembre 1980 13ª giornata | Cesena | 2 – 2 | Rimini |  |

| 14 dicembre 1980 14ª giornata | Rimini | 0 – 0 | Sampdoria |  |

| 21 dicembre 1980 15ª giornata | Varese | 2 – 2 | Rimini |  |

| 4 gennaio 1981 16ª giornata | Rimini | 2 – 2 | Lanerossi Vicenza |  |

| 11 gennaio 1981 17ª giornata | Milan | 3 – 1 | Rimini |  |

| 18 gennaio 1981 18ª giornata | Palermo | 1 – 0 | Rimini |  |

| 25 gennaio 1981 19ª giornata | Rimini | 0 – 0 | Genoa |  |

#### Girone di ritorno
| 8 febbraio 1981 20ª giornata | Catania | 1 – 1 | Rimini |  |

| 15 febbraio 1981 21ª giornata | Rimini | 1 – 0 | SPAL |  |

| 22 febbraio 1981 22ª giornata | Bari | 1 – 1 | Rimini |  |

| 1º marzo 1981 23ª giornata | Rimini | 0 – 1 | Monza |  |

| 8 marzo 1981 24ª giornata | Taranto | 0 – 1 | Rimini |  |

| 15 marzo 1981 25ª giornata | Rimini | 3 – 1 | Pisa |  |

| 22 marzo 1981 26ª giornata | Pescara | 1 – 0 | Rimini |  |

| 29 marzo 1981 27ª giornata | Rimini | 1 – 3 | Lazio |  |

| 5 aprile 1981 28ª giornata | Lecce | 1 – 1 | Rimini |  |

| 12 aprile 1981 29ª giornata | Rimini | 1 – 0 | Foggia |  |

| 18 aprile 1981 30ª giornata | Atalanta | 1 – 2 | Rimini |  |

| 26 aprile 1981 31ª giornata | Verona | 2 – 1 | Rimini |  |

| 10 maggio 1981 32ª giornata | Rimini | 1 – 1 | Cesena |  |

| 17 maggio 1981 33ª giornata | Sampdoria | 2 – 3 | Rimini |  |

| 24 maggio 1981 34ª giornata | Rimini | 1 – 0 | Varese |  |

| 31 maggio 1981 35ª giornata | Lanerossi Vicenza | 1 – 0 | Rimini |  |

| 7 giugno 1981 36ª giornata | Rimini | 2 – 2 | Milan |  |

| 14 giugno 1981 37ª giornata | Rimini | 1 – 1 | Palermo |  |

| 21 giugno 1981 38ª giornata | Genoa | 2 – 0 | Rimini |  |

## Statistiche

### Statistiche di squadra
| Competizione | Punti | In casa | In casa | In casa | In casa | In casa | In casa | In trasferta | In trasferta | In trasferta | In trasferta | In trasferta | In trasferta | Totale | Totale | Totale | Totale | Totale | Totale | DR |
| Competizione | Punti | G       | V       | N       | P       | Gf      | Gs      | G            | V            | N            | P            | Gf           | Gs           | G      | V      | N      | P      | Gf     | Gs     | DR |
| ------------ | ----- | ------- | ------- | ------- | ------- | ------- | ------- | ------------ | ------------ | ------------ | ------------ | ------------ | ------------ | ------ | ------ | ------ | ------ | ------ | ------ | -- |
| Serie B      | 36    | 19      | 7       | 10      | 2       | 24      | 15      | 19           | 3            | 6            | 10           | 16           | 27           | 38     | 10     | 16     | 12     | 40     | 42     | -2 |
| Coppa Italia | 2     | 2       | 0       | 1       | 1       | 0       | 1       | 2            | 0            | 1            | 1            | 2            | 3            | 4      | 0      | 2      | 2      | 2      | 4      | -2 |
| Totale       |       | 21      | 7       | 11      | 3       | 24      | 16      | 21           | 3            | 7            | 11           | 18           | 30           | 42     | 10     | 18     | 14     | 42     | 46     | -4 |

### Statistiche dei giocatori
| Giocatore        | Serie B  | Serie B | Serie B     | Serie B    | Coppa Italia | Coppa Italia | Coppa Italia | Coppa Italia | Totale   | Totale | Totale      | Totale     |
| Giocatore        | Presenze | Reti    | Ammonizioni | Espulsioni | Presenze     | Reti         | Ammonizioni  | Espulsioni   | Presenze | Reti   | Ammonizioni | Espulsioni |
| ---------------- | -------- | ------- | ----------- | ---------- | ------------ | ------------ | ------------ | ------------ | -------- | ------ | ----------- | ---------- |
| A. Baldoni       | 31       | 5       | ?           | ?          | ?            | ?            | ?            | ?            | 31+      | 5+     | ?           | ?          |
| C. Bertoni       | 3        | -3      | ?           | ?          | ?            | ?            | ?            | ?            | 3+       | -3+    | ?           | ?          |
| D. Bettinelli    | 4        | 0       | ?           | ?          | ?            | ?            | ?            | ?            | 4+       | 0+     | ?           | ?          |
| C. Bilardi       | 23       | 4       | ?           | ?          | ?            | ?            | ?            | ?            | 23+      | 4+     | ?           | ?          |
| G. Biondi        | 25       | 1       | ?           | ?          | ?            | ?            | ?            | ?            | 25+      | 1+     | ?           | ?          |
| M. Buccilli      | 35       | 0       | ?           | ?          | ?            | ?            | ?            | ?            | 35+      | 0+     | ?           | ?          |
| L. Chiarugi      | 13       | 1       | ?           | ?          | ?            | ?            | ?            | ?            | 13+      | 1+     | ?           | ?          |
| G. Donatelli     | 37       | 2       | ?           | ?          | ?            | ?            | ?            | ?            | 37+      | 2+     | ?           | ?          |
| L. Favero        | 31       | 0       | ?           | ?          | ?            | ?            | ?            | ?            | 31+      | 0+     | ?           | ?          |
| P. Franceschelli | 4        | 0       | ?           | ?          | ?            | ?            | ?            | ?            | 4+       | 0+     | ?           | ?          |
| M. Mariani       | 6        | 0       | ?           | ?          | ?            | ?            | ?            | ?            | 6+       | 0+     | ?           | ?          |
| G. Mazzoni       | 29       | 2       | ?           | ?          | ?            | ?            | ?            | ?            | 29+      | 2+     | ?           | ?          |
| C. Merli         | 28       | 1       | ?           | ?          | ?            | ?            | ?            | ?            | 28+      | 1+     | ?           | ?          |
| R. Parlanti      | 35       | 8       | ?           | ?          | ?            | ?            | ?            | ?            | 35+      | 8+     | ?           | ?          |
| Z. Petrovic      | 36       | -39     | ?           | ?          | ?            | ?            | ?            | ?            | 36+      | -39+   | ?           | ?          |
| G. Raffaeli      | 3        | 0       | ?           | ?          | ?            | ?            | ?            | ?            | 3+       | 0+     | ?           | ?          |
| G. Rossi         | 21       | 1       | ?           | ?          | ?            | ?            | ?            | ?            | 21+      | 1+     | ?           | ?          |
| N. Saltutti      | 36       | 8       | ?           | ?          | ?            | ?            | ?            | ?            | 36+      | 8+     | ?           | ?          |
| C. Sartori       | 35       | 2       | ?           | ?          | ?            | ?            | ?            | ?            | 35+      | 2+     | ?           | ?          |
| C. Suncini       | 7        | 0       | ?           | ?          | ?            | ?            | ?            | ?            | 7+       | 0+     | ?           | ?          |
| A. Stoppani      | 17       | 0       | ?           | ?          | ?            | ?            | ?            | ?            | 17+      | 0+     | ?           | ?          |
| A. Tosi          | 4        | 0       | ?           | ?          | ?            | ?            | ?            | ?            | 4+       | 0+     | ?           | ?          |
| P. Traini        | 17       | 3       | ?           | ?          | ?            | ?            | ?            | ?            | 17+      | 3+     | ?           | ?          |